# Teorema di Stolper-Samuelson
Il teorema di Stolper-Samuelson, in economia, collega intensità fattoriali e prezzi relativi dei beni con le remunerazioni reali dei fattori produttivi. In particolare, il teorema afferma che un aumento del prezzo relativo del bene nella cui produzione un fattore è usato in modo più intensivo porta ad un aumento della remunerazione reale di quel fattore e alla diminuzione della remunerazione dell'altro.
Il teorema venne formulato originariamente nel 1941 da Paul Samuelson e Wolfgang Stolper nell'ambito della teoria del commercio internazionale, per studiare gli effetti sulla distribuzione del reddito dell'apertura al commercio internazionale all'interno del modello di Heckscher-Ohlin.

## Ipotesi e derivazione
La formulazione originaria del teorema tratta il caso di due fattori impiegati nella produzione di due beni. In particolare, siano dati:
- due beni (1 e 2) prodotti con rendimenti costanti di scala;
- due fattori di produzione, lavoro (L) e terra (T), utilizzati nella produzione dei due beni;

Siano altresì:
- p1 e p2 i prezzi dei due beni;
- w ed r i saggi di remunerazione nominali dei fattori, rispettivamente lavoro e terra, cioè salario e saggio di rendita.

Sia altresì possibile ordinare i due beni sulla base della loro intensità fattoriale relativa. Così, senza perdita di generalità, si ipotizzi che il bene 1 sia intensivo in lavoro (labour intensive) e il bene 2 sia intensivo in terra (land intensive). Questo vuol dire assumere che, qualsiasi sia il costo relativo dei fattori (w/r), il rapporto terra-lavoro nella produzione del bene 1 è sempre minore del rapporto terra-lavoro che si rinviene nella produzione del bene 2. In termini formali, indicando con ti e li, rispettivamente, le quantità di terra e lavoro utilizzate nella produzione di un'unità del bene i, questo equivale ad assumere:
(1) {\displaystyle {\frac {t_{1}}{l_{1}}}<{\frac {t_{2}}{l_{2}}}}
Data l'ipotesi di rendimenti costanti di scala e sulla base dell'ulteriore ipotesi di concorrenza perfetta, i prezzi dei due beni saranno uguali al loro costo di produzione, e si avrà quindi:
(2) {\displaystyle \ p_{i}=c_{i}(w,r)}
dove ci(w,r) è la funzione di costo del bene i, che dipende dalla tecnologia e dai saggi di rendimento dei fattori.
Differenziando l'equazione precedente si ottiene:
(3) {\displaystyle \ dp_{i}={\frac {\partial c_{i}(w,r)}{\partial w}}\ dw+{\frac {\partial c_{i}(w,r)}{\partial r}}\ dr}
In base al lemma di Shephard si ha:
(4) {\displaystyle \ dp_{i}=l_{i}\ dw+t_{i}\ dr}
Dividendo l'equazione (4) per la (2) si ha infine:
(5) {\displaystyle \ {\frac {dp_{i}}{p_{i}}}={\frac {l_{i}w}{p_{i}}}{\frac {dw}{w}}+{\frac {t_{i}r}{p_{i}}}{\frac {dr}{r}}}
da cui:
(6) {\displaystyle \ {\hat {p}}_{i}=\theta _{il}\ {\hat {w}}+\theta _{it}\ {\hat {r}}}
dove con {\displaystyle \ {\hat {x}}} indichiamo il tasso di variazione istantaneo di x e θil e θit sono le quote di, rispettivamente, lavoro e terra sul totale dei costi di produzione del bene i.
La (6) nel caso di due beni, in cui siano dati i saggi di variazione dei prezzi dei beni, è un sistema di equazioni lineari di due equazioni in due incognite ({\displaystyle \ {\hat {w}}} e {\displaystyle \ {\hat {r}}}):
{\displaystyle \ \theta _{1l}\ {\hat {w}}+\theta _{1t}\ {\hat {r}}={\hat {p}}_{1}}
{\displaystyle \ \theta _{2l}\ {\hat {w}}+\theta _{2t}\ {\hat {r}}={\hat {p}}_{2}}
L'ipotesi (1) comporta:
(7) {\displaystyle \ \theta _{1t}<\theta _{2t}}
(8) {\displaystyle \ \theta _{1l}>\theta _{2l}}
Risolvendo per {\displaystyle \ {\hat {w}}} e {\displaystyle \ {\hat {r}}} e facendo uso ripetutamente del fatto che {\displaystyle \ \theta _{il}+\theta _{it}=1} si ottiene:
(9) {\displaystyle \ {\hat {w}}={\frac {(\theta _{2t}-\theta _{1t}){\hat {p}}_{1}+\theta _{1t}({\hat {p}}_{1}-{\hat {p}}_{2})}{\theta _{2t}-\theta _{1t}}}}
(10) {\displaystyle \ {\hat {r}}={\frac {(\theta _{1l}-\theta _{2l}){\hat {p}}_{2}+\theta _{2l}({\hat {p}}_{1}-{\hat {p}}_{2})}{\theta _{1l}-\theta _{2l}}}}
In base, alla (9) e alla (10), e facendo uso della (7) e della (8), se il prezzo relativo del bene 1 ({\displaystyle \ p=p_{1}/p_{2}}) aumenta:
{\displaystyle \ {\hat {p}}={\hat {p}}_{1}-{\hat {p}}_{2}>0}
si ha:
(11) {\displaystyle \ {\hat {w}}>{\hat {p}}_{1}>{\hat {p}}_{2}>{\hat {r}}}
La (11) è alla base del cosiddetto effetto di magnificazione che rappresenta il cuore del teorema di Stolper-Samuelson.
In particolare, in base alla (11) un aumento del prezzo relativo del bene 1, intensivo di lavoro, comporta un aumento percentuale del saggio di salario maggiore dell'aumento percentuale del prezzo sia del bene 1 che del bene 2. Questo comporta un aumento del salario reale valutato in termini di entrambi i beni (w/p1 e w/p2). Al contrario, la variazione del saggio di rendita risulta inferiore alla variazione dei prezzi di entrambi i beni. Questo comporta una diminuzione del saggio reale di rendita comunque valutato (r/p1 e r/p2).

## Teorema di Stolper-Samuelson e teorema di Heckscher-Ohlin
Il teorema di Stolper-Samuelson è stato sviluppato originariamente nell'ambito della teoria del commercio internazionale e all'interno della teoria neoclassica standard rappresentata dal modello Heckscher-Ohlin-Samuelson.
In particolare, all'interno di tale teoria, il teorema serve a derivare gli effetti distributivi dell'apertura al commercio internazionale. Infatti, in base al teorema di Heckscher-Ohlin, assumendo:
- rendimenti di scala costanti;
- tecnologie identiche tra i paesi;
- preferenze identiche ed omotetiche tra i paesi;
- diverse intensità fattoriali dei beni;
- diversità nelle dotazioni fattoriali dei paesi;
- perfetta immobilità dei fattori tra paesi;
- perfetta mobilità dei fattori tra settori all'interno dello stesso paese;

l'apertura al commercio internazionale porta all'aumento del prezzo relativo di quel bene nella cui produzione è usato in modo più intensivo il fattore relativamente più abbondante nel paese.
Così, ad esempio, dati due beni e due fattori (lavoro e capitale), se il rapporto lavoro-capitale del paese è superiore al rapporto rinvenibile nella dotazione mondiale di risorse - il paese è cioè labour abundant -, l'apertura al commercio internazionale porterà all'aumento del prezzo relativo del bene labour-intensive.
Il teorema Stolper-Samuelson collega questa variazione alla variazione della remunerazione reale dei fattori. In particolare, in questo caso ci dice che, dati gli effetti dell'apertura al commercio internazionale sui prezzi relativi dei beni, tale apertura tenderà a favorire il lavoro - il fattore relativamente abbondante nella nazione -, aumentando il salario reale; e a danneggiare il fattore scarso - il capitale -, comportando infatti la diminuzione del suo saggio reale di remunerazione.